# هيرمان زورجل
هيرمان زورجل (بالالمانية Herman Sörgel)، ولد بريغنسبورغ، ألمانيا، في 2 أبريل 1885 - توفي في ميونخ في 25 ديسمبر 1952، هو مهندس معماري ألماني يصنف ضمن المدرسة التعبيرية. اشتهر بكونه رائد مشروع أتلانتروبا الذي كان يهدف إلى حل الاضطرابات الاقتصادية والسياسية التي اجتاحت أوروبا في أوائل القرن العشرين. دعا مشروع أتلانتروبا إلى بناء سدود علي مضيق جبل طارق، و الدرندنيل، وبين صقلية وتونس كانت ستوفر طاقة كهرومائية هائلة يشرف على تدبيرها جهاز مستقل يتمتع بسلطة وقف التزويد بالطاقة لأي بلد مهدد للسلام. روج سورجل بنشاط أفكاره حتى وفاته في عام 1952. 

## حياته
ولد هيرمان زورجل في مدينة ريغنسبورغ ، في بافاريا ،في عام 1885 تحت حكم القيصرية الألمانية.  والده هو هانس زورجل، من أوائل المهندسين الألمان المتخصصين في السدود الكهرومائية، والذي اشتهر بإنشاءاته المائية على نهري إن وسالزاك جنوب ألمانيا. ورث هيرمان عن والده الاهتمام بالمشاريع العملاقة الخارجة عن المألوف. درس زورجل الهندسة المعمارية في الجامعة التقنية في ميونيخ بين 1904 و1908. كانت ميونيخ في بدايات القرن العشرين مركزا ثقافيا يغلي بالإيديولوجيات والمشاريع الفكرية والسياسية وكان زورجل مؤمنا بالسلامية وبضرورة التفكير في حلول تخفف من التنافس التوسعي للدول الأوروبية وتبعد خطر الحرب. انطلق زورجل في الترويج لمشروع أتلانتروبا في مقاهي ميونيخ ولاقت الفكرة اهتماما كبيرا لينطلق في حملة ترويج أكبر عبر كتابة مقالات وأوراق تقنية، ساهمت في إشهار الفكرة عالميا واستقطاب مهندسين واقتصاديين لفريق زورجل. كان الاسم الأولي للمشروع بانروبا قبل أن يتغير الاسم إلى أتلانتروبا (الاسم الذي يوحي بهدف إنشاء مدينة فاضلة قارية شبيهة بأطلانطس). حاول زورجل التقرب من الحزب النازي في 1933 لدفعه لتبني المشروع إلا أن المحاولة لم تنجح لاختلاف التوجهات السياسية والأولويات.
عمل زورجل وفريقه، الذي انتظم في معهد مخصص للمشروع سمي معهد أتلانتروبا Atlantropa Institute، بجدية كبيرة على المشروع سواء على المستوى التقني بتفصيل الإنشاءات ومخططات التنفيذ والبنيات التحتية والمدن المستقبلية التي يتضمنها المشروع، أو على مستوى الترويج وحشد الرأي العام والسياسيين والممولين.

## مشروع أتلانتروبا
مشروع أتلانتروبا كان يقضي إلى بناء سدود وإنشاءات هندسية عملاقة تخفض مستوى مياه البحر المتوسط والاستفادة من الفرق بين البحر الأبيض المتوسط والمحيط الأطلسي لتوليد الطاقة الكهرومائية . المشروع كان سيمكن من ربح أراضي إضافية وتسهيل الربط البري مع أفريقيا. تضمن المشروع أيضا ربط نهر الكونغو بحوض ببحيرة تشاد لتوفير المياه العذبة لري الصحراء الكبرى وإنشاء نيل جديد يصب في البحر الأبيض المتوسط في تونس.   الطاقة الكهرومائية المتوقعة من المشروع كان بإمكانها تغطية 50٪ من احتياجات أوروبا من الطاقة في ذلك الوقت. 

## وفاته
توفي ستروجيل عن عمر يناهز 67 عامًا بعد أن صدمته سيارة بينما كان على دراجته وهو في طريقه إلى محاضرة حول المشروع في جامعة ميونيخ.  نذر زورجل حياته تماما لأتلانتروبا وكانت حصيلة مساره المهني كمهندس معماري هزيلة إذ لم يصمم على أرض الواقع إلا مشروعين: فيلا وشاليه متواضعين.

## مؤلفاته
- Sörgel، Herman (1929). Mittelmeer-Senkung. Sahara-Bewässerung = Lowering the Mediterranean, Irrigating the Sahara (Panropa Project), pamphlet. Leipzig: J.M. Gebhardt.
- Sörgel، Herman (1931). "Europa-Afrika: ein Weltteil" ع. 37: 983–987. مؤرشف من الأصل في 2019-12-16. اطلع عليه بتاريخ 2017-06-27. {{استشهاد بدورية محكمة}}: الاستشهاد بدورية محكمة يطلب |دورية محكمة= (مساعدة)
- Sörgel، Herman (1932). Atlantropa. Munich: Fretz & Wasmuth, Zurich / Piloty & Löhle.
- Sörgel، Herman (1933). Foreword to "Technokratie - die neue Heilslehre" by Wayne W. Parrish. Munich: R. Piper & Co.
- Sörgel، Herman (1938). Die drei großen "A". Großdeutschland und italienisches Imperium, die Pfeiler Atlantropas. [Amerika, Atlantropa, Asien]. Munich: Piloty & Loehle.
- Sörgel، Herman (1942). Atlantropa-ABC: Kraft, Raum, Brot. Erläuterungen zum Atlantropa-Projekt. Leipzig: Arnd.
- Sörgel، Herman (1948). Foreword to "Atlantropa. Wesenszüge eines Projekts" by John Knittel. Stuttgart: Behrendt.

## روابط خارجية
- هيارمن سورجيل على موقع مونزينجر (الألمانية)